# Noors kenteken

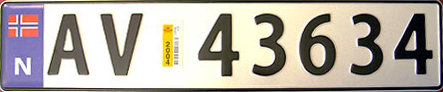

Het Noors kenteken bestaat uit twee letters en vijf cijfers. De zwarte letter- en cijfercombinatie staat op een witte achtergrond. In Noorwegen duiden de letters van het kenteken de regio aan waar de wagen het eerst geregistreerd is. Het kenteken behoort tot de auto en blijft ook na het veranderen van eigenaar bij hetzelfde voertuig horen. Sinds 2006 staat er aan de linkerkant van het kenteken een blauwe balk met daarin de nationale vlag van Noorwegen en de landcode N. In het midden van het kenteken diende de eigenaar een zelfklever van de belastingen aan te brengen die jaarlijks moest worden vervangen. Sinds 2017 wordt de wegenbelasting gelijktijdig betaald met de verzekeringspremie, en wordt er dus niet meer met stickers gewerkt.

## Bijzondere kentekenplaten

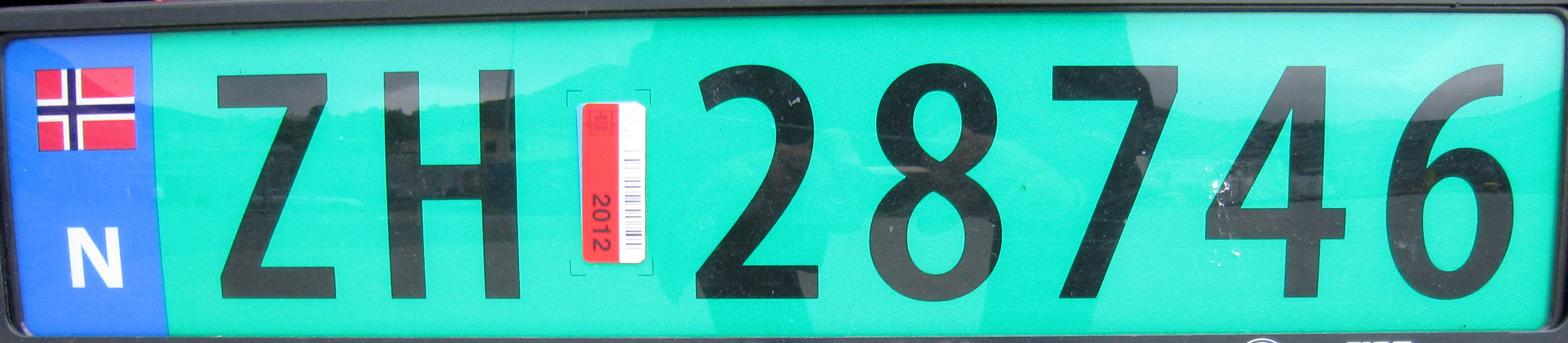
groen kenteken

Kentekens voor voertuigen die zijn goedgekeurd maar niet op de openbare weg komen bestaan uit gele cijfers en letters op een zwarte achtergrond. Deze worden bijvoorbeeld gebruikt voor voertuigen op een luchthaven. Voertuigen op Spitsbergen gebruiken ook deze kentekens.
Kentekens voor voertuigen die niet gebruikt mogen worden om passagiers te vervoeren bestaan uit zwarte letters op een groene achtergrond. Dit kunnen bijvoorbeeld auto's, bestelwagens of kleine vrachtwagens zijn die niet voorzien zijn van een achterbank.
Kentekens voor het diplomatiek korps bestaan uit gele letters en cijfers op een blauwe achtergrond.
Tijdelijke kentekens bestaan uit witte letters en cijfers op een witte achtergrond. Deze kentekens worden vooral door autohandelaren gebruikt.
Handelaarskentekenplaten bestaan uit rode platen met witte letters en cijfers.
Kentekens voor militaire voertuigen bestaan uit zwarte cijfers en letters op een gele of oranje achtergrond.

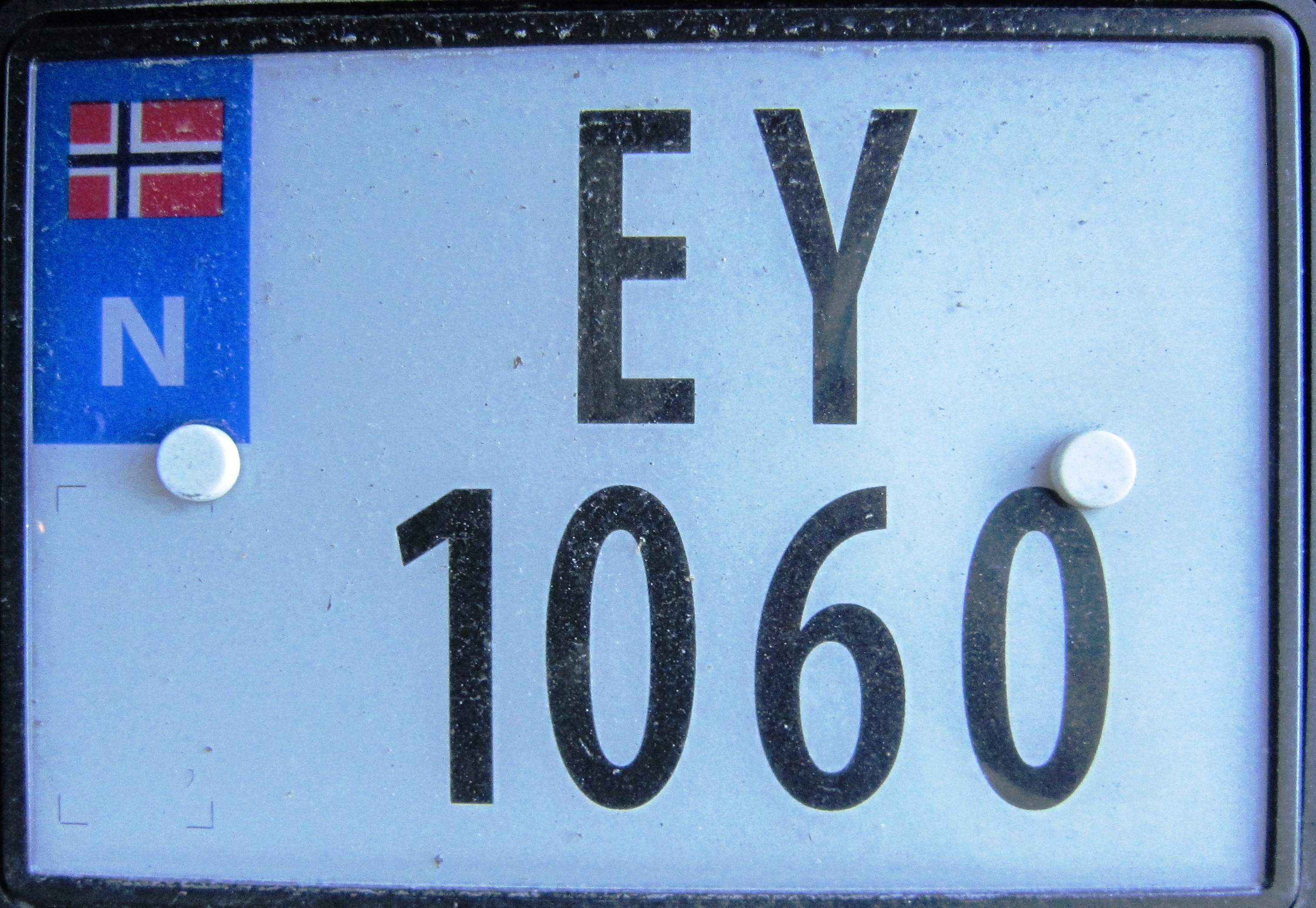
motorfietskenteken

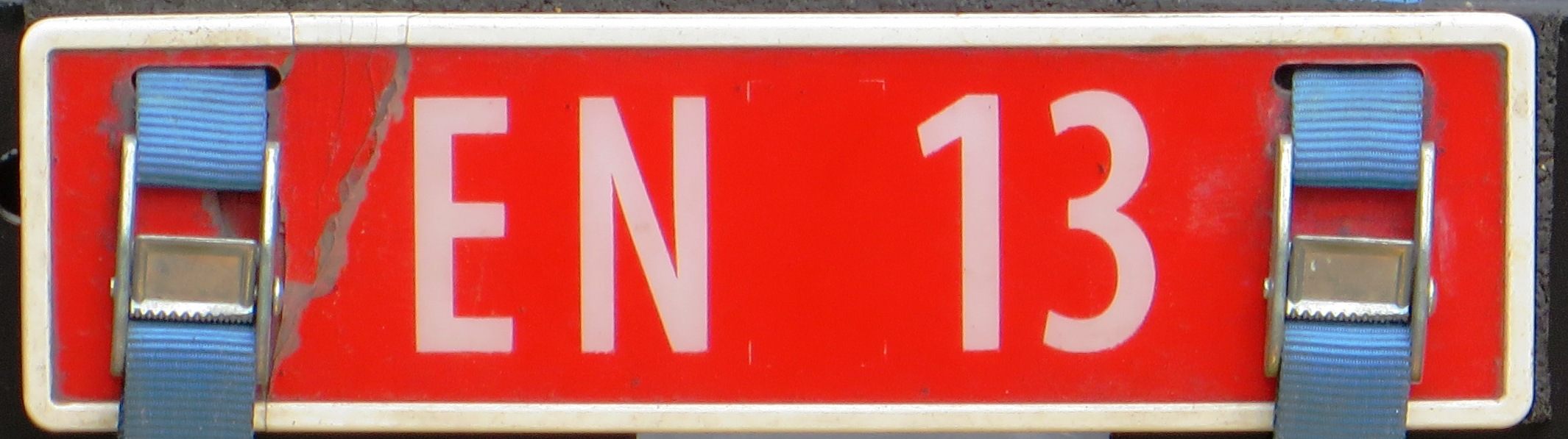
handelaarskenteken

Landbouwvoertuigen, aanhangers en motorfietsen hebben in plaats van 5 cijfers slechts 4 cijfers.
Alle Noorse kentekens beginnen met twee letters, speciale codes zijn:
- CD: diplomatiek korps
- EL, EK, EV, EB, EC, ED, EE, EF, EH, EJ: voertuigen die rijden op elektriciteit
- GA: voertuigen die rijden op gas
- HY: voertuigen die rijden op waterstof
- FE: defensievoertuigen voor civiel gebruik

Normale kentekens duiden de regio aan waar het voertuig is ingeschreven.

## Regionale codes op Noorse kentekens
| Stad                         | Provincie        | Registratie codes                                                                                                 |
| ---------------------------- | ---------------- | --- |
| Halden                       | Østfold          | AA AB AC |
| Sarpsborg                    | Østfold          | AD AE |
| Fredrikstad                  | Østfold          | AF AH AR AS AT AU AV AW                                                                                           |
| Mysen                        | Østfold          | AJ AK AL AN AP |
| Moss                         | Østfold          | AX AY AZ BA BB FN                                                                                                 |
| Drøbak                       | Akershus         | BC BD BE BF BH BJ BK                                                                                              |
| Asker en Bærum               | Akershus         | BL BN BP BR BS BT BU BV BX BY BZ CA CB                                                                            |
| Romerike                     | Akershus         | CC CE CF CH CJ CK CL CN CP CR CS CT CU                                                                            |
| Jessheim                     | Akershus         | CV CX CY CZ |
| Oslo                         | Oslo             | DA DB DC DD DE DF DH DJ DK DL DN DP DR DS DT DU DV DX DY DZ EA EJ EK EN EP ER ES ET EU EV EX EY EZ FA FB FC FD FE |
| Hamar                        | Hedmark          | FS FT FU FV FX FY FZ HA                                                                                           |
| Elverum                      | Hedmark          | HB HC HD HE |
| Tynset                       | Hedmark          | HF HH |
| Kongsvinger                  | Hedmark          | HJ HK HL HN HP HR                                                                                                 |
| Lillehammer                  | Oppland          | HS HT HU HV HX |
| Otta                         | Oppland          | HZ JA JB |
| Gjøvik                       | Oppland          | JC JD JE JF JH JJ JK JL JN JP                                                                                     |
| Fagernes                     | Oppland          | JR JS JT |
| Ringerike                    | Buskerud         | JU JV JX JY JZ KA                                                                                                 |
| Hallingdal                   | Buskerud         | KB KC KD |
| Drammen                      | Buskerud         | KE KF KH KJ KK KL KN KP KR KS                                                                                     |
| Kongsberg                    | Buskerud         | KT KU KV KX KY |
| Horten                       | Vestfold         | KZ LA LB LC LD LE                                                                                                 |
| Tønsberg                     | Vestfold         | LH LJ LK LL LN LP LR                                                                                              |
| Larvik                       | Vestfold         | LS LT LU LV LX LZ NA NB NC                                                                                        |
| Sandefjord                   | Vestfold         | LY |
| Skien                        | Telemark         | ND NE NF NH NJ NK NL NN NP NR NT NU                                                                               |
| Notodden                     | Telemark         | NV NX NY NZ |
| Rjukan                       | Telemark         | PA PB |
| Arendal                      | Aust-Agder       | PC PD PE PF PH PJ PK                                                                                              |
| Setesdal                     | Aust-Agder       | PL LF |
| Kristiansand                 | Vest-Agder       | PN PP PR PS PT PU PV                                                                                              |
| Mandal                       | Vest-Agder       | PX PY PZ RC RD |
| Flekkefjord                  | Vest-Agder       | RA RB |
| Stavanger                    | Rogaland         | RE RF RH RJ RK RL RN RP RR RS RT RU RV RX RY                                                                      |
| Egersund                     | Rogaland         | RZ SA SB |
| Haugesund                    | Rogaland         | SC SD SE SF SH SJ SK SL                                                                                           |
| Bergen                       | Hordaland        | SN SP SR SS ST SU SV SX SY SZ TA TB TC TD TE                                                                      |
| Voss                         | Hordaland        | TF TH TJ TK |
| Stord                        | Hordaland        | TL TN TP TR |
| Odda                         | Hordaland        | TS TT TU |
| Førde                        | Sogn og Fjordane | TV TX TY TZ |
| Nordfjordeid                 | Sogn og Fjordane | UA UB |
| Sogndal                      | Sogn og Fjordane | UC UD |
| Ålesund                      | Møre og Romsdal  | UE UF UH UJ UK UL                                                                                                 |
| Ørsta                        | Møre og Romsdal  | UN UP |
| Molde                        | Møre og Romsdal  | UR US UT UU UV |
| Kristiansund                 | Møre og Romsdal  | UX UY UZ VA |
| Sunndalsøra                  | Møre og Romsdal  | VB VC |
| Trondheim                    | Trøndelag        | FP VD VE VF VH VJ VK VL VN VP VR                                                                                  |
| Støren                       | Trøndelag        | VS VT VU VV |
| Orkdal                       | Trøndelag        | VX VY VZ |
| Brekstad                     | Trøndelag        | XA XB XC |
| Steinkjer                    | Trøndelag        | XD XE XF XH XJ |
| Levanger                     | Trøndelag        | XK XL |
| Stjørdal                     | Trøndelag        | XN XP |
| Namsos                       | Trøndelag        | XR XS XT XU |
| Mosjøen                      | Nordland         | XV XX XY XZ |
| Mo i Rana                    | Nordland         | YA YB YC YD |
| Bodø                         | Nordland         | YE YF YH YJ |
| Fauske                       | Nordland         | YK YL |
| Narvik                       | Nordland         | YN YP YR YS |
| Svolvær                      | Nordland         | YT YY |
| Sortland                     | Nordland         | YU YV YX |
| Storslett                    | Troms            | FK |
| Harstad                      | Troms            | YZ ZA ZB |
| Tromsø inclusief Spitsbergen | Troms            | ZC ZE ZH ZK ZL ZN                                                                                                 |
| Finnsnes                     | Troms            | ZD ZF ZJ |
| Vadsø                        | Finnmark         | FR ZP ZR |
| Kirkenes                     | Finnmark         | ZS |
| Alta                         | Finnmark         | ZT ZU ZV ZY |
| Hammerfest                   | Finnmark         | ZX |
| Lakselv                      | Finnmark         | ZZ |

### Aanduidingen voor het diplomatieke korps

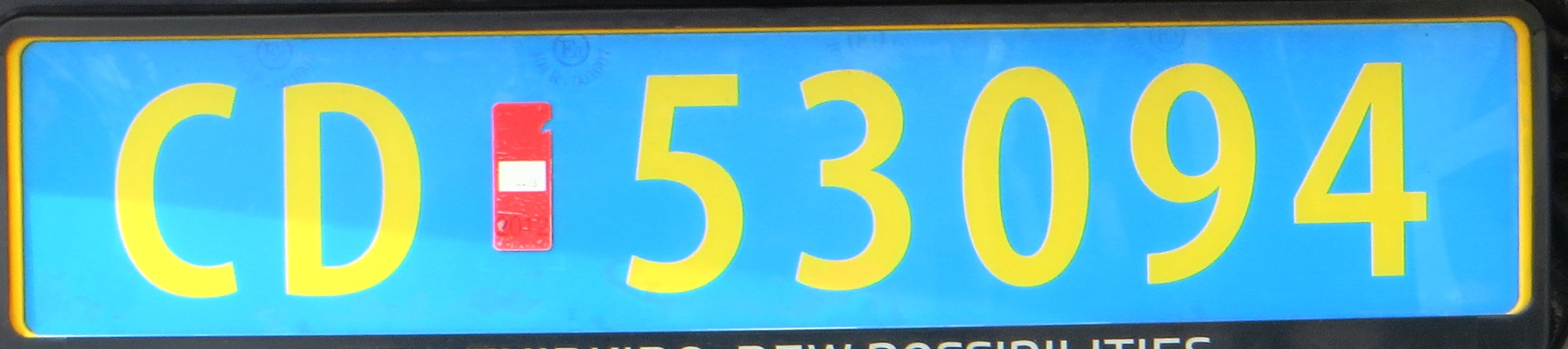
Zuid-Korea

De eerste twee cijfers op een kenteken voor het diplomatieke korps geven het land van herkomst aan van het voertuig:
| Landcode | Land                |
| -------- | ------------------- |
| 10       | USA                 |
| 11       | Argentinië          |
| 14       | België              |
| 15       | Brazilië            |
| 16       | Verenigd Koninkrijk |
| 17       | Bulgarije           |
| 20       | Canada              |
| 21       | Chili               |
| 22       | Colombia            |
| 23       | Cuba                |
| 26       | Denemarken          |
| 28       | Europese Unie       |
| 29       | Egypte              |
| 30       | Ecuador             |
| 33       | Finland             |
| 34       | Frankrijk           |
| 37       | Griekenland         |
| 40       | India               |
| 41       | Indonesië           |
| 42       | Iran                |
| 43       | IJsland             |
| 44       | Israël              |
| 45       | Italië              |
| 48       | Japan               |
| 52       | China               |
| 53       | Zuid-Korea          |
| 54       | Noord-Korea         |
| 57       | Mexico              |
| 60       | Nederland           |
| 63       | Panama              |
| 64       | Polen               |
| 65       | Portugal            |
| 68       | Roemenië            |
| 71       | Rusland             |
| 72       | Spanje              |
| 73       | Zwitserland         |
| 74       | Zweden              |
| 75       | Zuid-Afrika         |
| 76       | Thailand            |
| 77       | Tsjechië            |
| 78       | Turkije             |
| 80       | Duitsland           |
| 83       | Hongarije           |
| 86       | Venezuela           |
| 89       | Oostenrijk          |